# Caloncoba subtomentosa
Caloncoba subtomentosa är en tvåhjärtbladig växtart som beskrevs av Ernest Friedrich Gilg. Caloncoba subtomentosa ingår i släktet Caloncoba och familjen Achariaceae. Inga underarter finns listade i Catalogue of Life.